# Гръцко въстание в Македония (1854)
Гръцкото въстание в Македония от 1854 година (на гръцки: Μακεδονική επανάσταση του 1854) е поредица от три неуспешни бунта на гръцкото население срещу османската власт в южната част на областта, инспирирани от Кримската война 1853 - 1856 година заедно с вълненията в Епир и в Тесалия.

## Югозападна Македония
В основата на въстанието в Югозападна Македония е 56-годишният ветеран на Гръцката война за независимост (1821 — 1829) Теодорос Зякас. Той вдига на въстание селищата в Аграфа и с малко хора заминава за Гревенско, за да прекъсне връзките между Епир и Македония. После се връща в Тесалия и в началото на април тръгва от Трикала начело на отряд от 700 бойци. Османците започват да унищожават планинските селища в Югозападна Македония и Източен Епир и Зякас бърза да потърси сблъсък с тях. От 28 май до 1 юни с 300 бойци Зякас се сражава край село Диминица. Боят остава в гръцкото народно творчество, като песните твърдят, че Зякас е обърнал в бягство 12000 турци и албанци, макар според източниците противниците му да са далеч по-малко.
Падането на епирското градче Мецово в османски ръце на 27 март/8 април усложнява положението на въстаниците. Зякас тъкмо е постигнал споразумение с другите въстанически водачи в Ламия за координиране на усилията и освобождаване на цяла Югозападна Македония. Зякас успява да мобилизира хора от Кожани - заместникът му Митрос Сякаварас, от Самарина, от Сятища. Останалите въстанически вождове обаче не се появяват в Гревенско и Зякас се окопава със силите си в планинското село Спилео. Османците подлагат на терор областта и заплашват живота на митрополит Агапий Гревенски. 12 000 души начело с Абди паша се установяват пред Спилео, а Мехмед Тагу паша се установява на изток от селото в Ряхово. Британският консул в Битоля Джон Огастъс Лонгуърт и френският в Янина Бертран се опитват напразно да склонят Зякас да избегне битка с османците. Решаващият бой е на 16/28 май. На западните подстъпи Карамициос отбива турската атака, а Зякас също оказва упорита съпротива на югозападната страна. Едва след вмешателството на консулите на Британия и Франция, на 19/31 май Зякас оставя Гревенско и се връща в Гръцкото кралство. В областта избухва терор, вследствие на който много села са напуснати.

## Халкидика
На полуостров Халкидика османците, поучени от Халкидическото въстание от 1821 година, взимат превантивни мерки. Изпратени са силни морски сили и в началото на януари 1854 г. Якуб паша е назначен за мюдюр на Атон, за да поддържа реда там.
Димитриос Каратасос, който от 1835 година е създал база на Северните споради и поддържа активна преписка с халкидически дейци, начело с 500 бойци и 10 кораба тръгва от Евбея в края на март и на 6 април акостира на Касандра в залива Каламици. Планът е да се придвижи на север към Солун успоредно с тесалийските въстаници. Обявен за главнокомандващ на Македония, Каратасос освобождава Сикия, Партенонас, Никити и на 10/22 април Агиос Николаос, навсякъде посрещнат с огромен ентусиазъм от населението. След Великден се насочва към Ормилия.
Турците незабавно мобилизират сили от Солун и се обръщат за съдействие към френския консул Луи дьо Морнар и французите изпращат военния си кораб „Льо Ерон“ в Атонския залив. На 24 април капитан Льо Бег смята, че въстаниците са просто пирати, дава им един час да се оттеглят и след това открива стрелба по корабите им, причинявайки големи щети. Участието и на френския боен кораб убива ентусиазма на местното население. А османците докарват башибозук в Ормилия. Каратасос праща Манолис Веракас в Йерисос и Мадемохорията, за да събере подкрепления и да настъпи към Рендина и Галатища. Каратасос пише и на монасите в Атон и на Стерьос Хайтас за помощ.
На 13/25 април Каратасос изпраща А. Влахомихалис с 50 души и капитан Георгис да заемат позиции между Ормилия и Полигирос и в същия ден влиза в Полигирос, откъдето постъпват много доброволци, след което отбива турска атака при хълма Кавролакас край Галатища. На следния ден 14/26 април се сблъсква с турците при Ормилия, но не успява да превземе градеца, а въпреки повторните молби от Атон не идва помощ. Въстаниците се оттеглят към Атон и на 17/29 април се сражават с 300 души нередовна войска при Псекудия между Агиос Мамас и Ормилия, а три дни по-късно са изненадани от турска контраатака. Достигат до Кумица на Атон, където се съединяват с дошлия от Полигирос Влахомихалис.
На 20 април/2 май жителите на Полигирос изпращат 30-членна делегация от първенци да посрещне Хасан ага и Махмуд бей начело на османските части. За ужас на европейските консули, стремящи се да умиротворят региона, 27 души от делегацията са заклани на място. Следва разрушение на града и на Сикия, Партенонас, Никити и Агиос Николаос. Под европейски натиск валията в Солун нарежда на османските части да се приберат в Солун.
Каратасос продължава безплодна кореспонденция с атонските монаси. Накрая самият той отива в Кария, но заварва селището изовставено, тъй като всички монаси са избягали в Кутлумуш. Каратасос иска да му бъдат предадени каймакама и малкото турци на Атон, но монасите отказват. Каратасос успява да привлече някои монаси и миряни, както и да се сдобие с провизии. Обезпокоени от събитията, при появата на османския параход „Персуд“, начело със сераскера Хаджи Таир бей в пристанището Дафни, атонските монаси се обръщат към османския генерал с молба да ги защити от революционерите. Турците разполагат гарнизон в Кария.
Боят на 16/28 май при Кумица е последният на полуострова. Въстаниците на Каратасос са принудени да се оттеглят към Мегали Вигла с тежки загуби. В Атина междувременно се променя политическата ситуация – създава се окупационно министерство и всички бунтовници са призовани да се приберат в Гърция. Османците от своя страна предоставят всеобща амнистия под натиск на европейските сили. На 13 юни, с посредничеството на консулите, въстаниците са приети въоръжени на борда на френския военен кораб „Льо Солон“ под командването на барон Русен, напускат Атон и са откарани в гръцкото пристанище Халкида. Хаджи Таир с армията си напуска Атон.

## Олимп
Въстанието в Олимп е възглавено от Георгиос Захилас, Димос Николау Олимпиос (Псародимос), Йоанис Диамандис, Евангелос Коровангос и Зисис Сотириу, също ветеран от Войната за независимост и впоследствие, един от командирите на гръцките доброволци, воювали в Италия против австрийците на страната на Джузепе Гарибалди. Въстаниците овладяват западната част на Олимп след успешно сражение във Фламбуро (Пиерия), а след това напредват до предградията на Катерини. Но изтеглянето на Каратасос от Халкидика и натискът на европейските консули ги принуждават да спрат активните военни дейстия. Ядрата на въстаническите отряди обаче се запазват до въстанието от 1878 година.